# تايتشي كاكمي
تايتشي كاكمي (باليابانية: 加々美 太一) (23 أبريل 1981 في ماتشيدا في اليابان – )؛ هو لاعب كرة قدم سابق كان يلعب كلاعب وسط.